# Bielsko-Biała Aleksandrowice
Bielsko-Biała Aleksandrowice – przystanek osobowy w Bielsku-Białej, w województwie śląskim, w Polsce. Znajduje się na wysokości 349 m n.p.m.

## Historia
Przystanek został zbudowany na wniosek mieszkańców, którzy dojeżdżali koleją do pracy w Fabryce Samochodów Małolitrażowych i oddany do użytku 10 stycznia 1984 roku. Po zawieszeniu kursowania pociągów relacji Cieszyn - Bielsko Biała Główna w dniu 10 stycznia 2009 roku, przystanek został pozbawiony opieki.